# 拉卡战役
拉卡战役（Battle of Raqqa）是叙利亚内战其中一場战斗，反对派与叙利亚政府军互相对抗，目的是为了争夺叙利亚北部的城市拉卡。2013年3月上旬，反对派发动军事行动，并在3月5日宣称“已经接近控制全城”，意味着在内战中，第一次有省会城市落入反对派手中。在此次战斗中，反对派主要由努斯拉阵线所领导。

## 背景
拉卡市在起初并不是反对派的根据地。在叙利亚内战初期，该市只有一些很少的抗议活动，但很快都被平息下去了。城内反阿萨德的活动也相对温和，直到2012年年末。此外，亲政府的部落联盟和城内来自伊德利卜、代尔祖尔和阿勒颇超过50万的流离失所的叙利亚人使得政府认为拉卡市是相对安全的。由于这种观点，阿萨德总统在2012年6月访问了该市，并在斋月期间在该市一座清真寺内做了礼拜。
随着内战持续升级，反对派武装在整个叙利亚东部蔓延开来，使得冲突双方都开始准备暴力对抗。十余人在发生拉卡市市郊Qahtaniya地区的一起意外中丧生，而这宗意外被叙政府指责是恐怖组织造成的。在Tell Abyad，政府军炮轰了一座加油站，亲政府的媒体说这一地区是恐怖分子聚集区。
到了2013年年初，反对派占领了大部分叙利亚北部地区，但尚未占领一座主要城市。反对派准备发动一场攻势来夺取拉卡市。

## 戰鬥
反对派武装，包括一些极端组织，以拉卡市郊为基地，将该市团团包围，并在3月3日至5日攻入了该市。反对派从北部开始进军并攻占了政府军位于该市最北端的政府军据点。他们在关键建筑周围向建筑物内的政府军猛烈开火，并最终将政府军赶了出来。在3月4日，反对派武装夺取了该市主要广场，并象征性地拉倒了一尊叙利亚前总统哈菲兹·阿萨德（即现总统巴沙尔·阿萨德的父亲）的大型镀金雕像。
但是根据黎巴嫩Al Akhbar报报道，这座已经被四面包围的城市并不是因为军事上的原因被攻占的，并指出尽管在该市叙政府军并不强大，但拉卡市在几个小时内沦陷也是不正常的。这份报纸报道，在反对派发动进攻的那个早上，驻守该市东部检查站的叙利亚政府军就撤离了，将该市整个东大门和整个东部地区拱手相让给Muntasir Billah旅和努斯拉陣線。同样，叙利亚宪兵和边境卫队的军官被发现在转移他们的装备，而在转移过程中没有受到反对派武装的袭扰。在反对派武装推进前，他们将装备从市中心转移到了第17师的指挥部。
反对派武装也突袭了省长Hasan Jalali的住宅。据报道反对派俘获了他以及叙利亚阿拉伯复兴社会党在该省分支机构的头目Suleiman al-Suleiman。
叙政府军从城内向东西两个方向撤退。叙利亚空军在该市陷落后轰炸了该市。
在3月5日，有录像显示Hasan Jalali和Suleiman al-Suleiman被一群兴高采烈的反对派武装分子围住。
在这场战役中主要是由圣战组织努斯拉陣線、自由沙姆人伊斯蘭運動和Huthaya bin al-Yaman旅攻占该市的，而世俗的叙利亚自由军在战役中几乎没有发挥作用。
在战斗中丧生的人员中，包括努斯拉陣線在拉卡省的最高指挥官、自由沙姆人伊斯蘭運動在该省的主要战地指挥。拉卡市警察总长也被击毙。一些居民恳求反对派不要进入该市，因为他们害怕被叙利亚空军报复轰炸。
在3月6日，城内最后一些忠于叙政府的抵抗势力被清除了。反对派武装夺取了多个关键的安全部门大楼，而在这些大楼中躲藏了一些政府军。叙利亚人权观察组织随后正式宣布拉卡市已经完全被反对派控制。

## 後續
在反对派攻占该市之后，政府军对该市进行了25次空袭，试图将反对派武装赶出该市。在空袭中有39人丧生，其中有17人是在对一座广场的空袭中丧生的。在这些遇难者中至少有10人被证实是反对派武装分子。
叙利亚政府军从Tabqa的军用机场向该地增援，但叙利亚人权观察组织报道说反对派武装已经阻截了政府军的增援。
在拉卡市沦陷之后，一些被俘的政府军被伊斯兰极端分子公开处决，他们的尸体被暴尸或者在街道中拖行。
3月10日，叙空军再次空袭该市，导致14人丧生。
4月10日，据报道包围拉卡市城郊政府军第17师基地的叙利亚自由军控制了该基地的大部分，而政府军坚守着指挥中心。来自基地内叙政府军的消息说在战斗中80名士兵丧生，250名士兵受伤，有很多士兵因为伤口坏疽而丧生。
5月20日，根据叙利亚人权观察组织的报道，拉卡市反对派头目被绑架。“叙利亚人权观察组织对反对派律师Abdallah al-Khalil被绑架表示最强烈的谴责，并要求尽快释放他。”该组织说。
5月28日，政府军继续对城郊的反对派武装的防线进行空袭和炮击，但政府军依旧未能突破防线。
8月17日，恐怖组织“伊斯兰国”声称他们将终止参与对政府军第17师基地的包围。他们希望将注意力转移至对该市的行政管理上，所以他们将从最紧急的战场上撤出战斗人员。